# Miguel Fuster
Miguel Ángel Fuster Martínez , conegut com a Miguel Fuster   (Benidorm, 21 d'agost de 1971), és un pilot de ral·lis valencià guanyador del Campionat d'Espanya de Ral·lis d'Asfalt en sis ocasions (2003, 2007, 2011, 2012, 2015 i 2018).

## Trajectòria esportiva

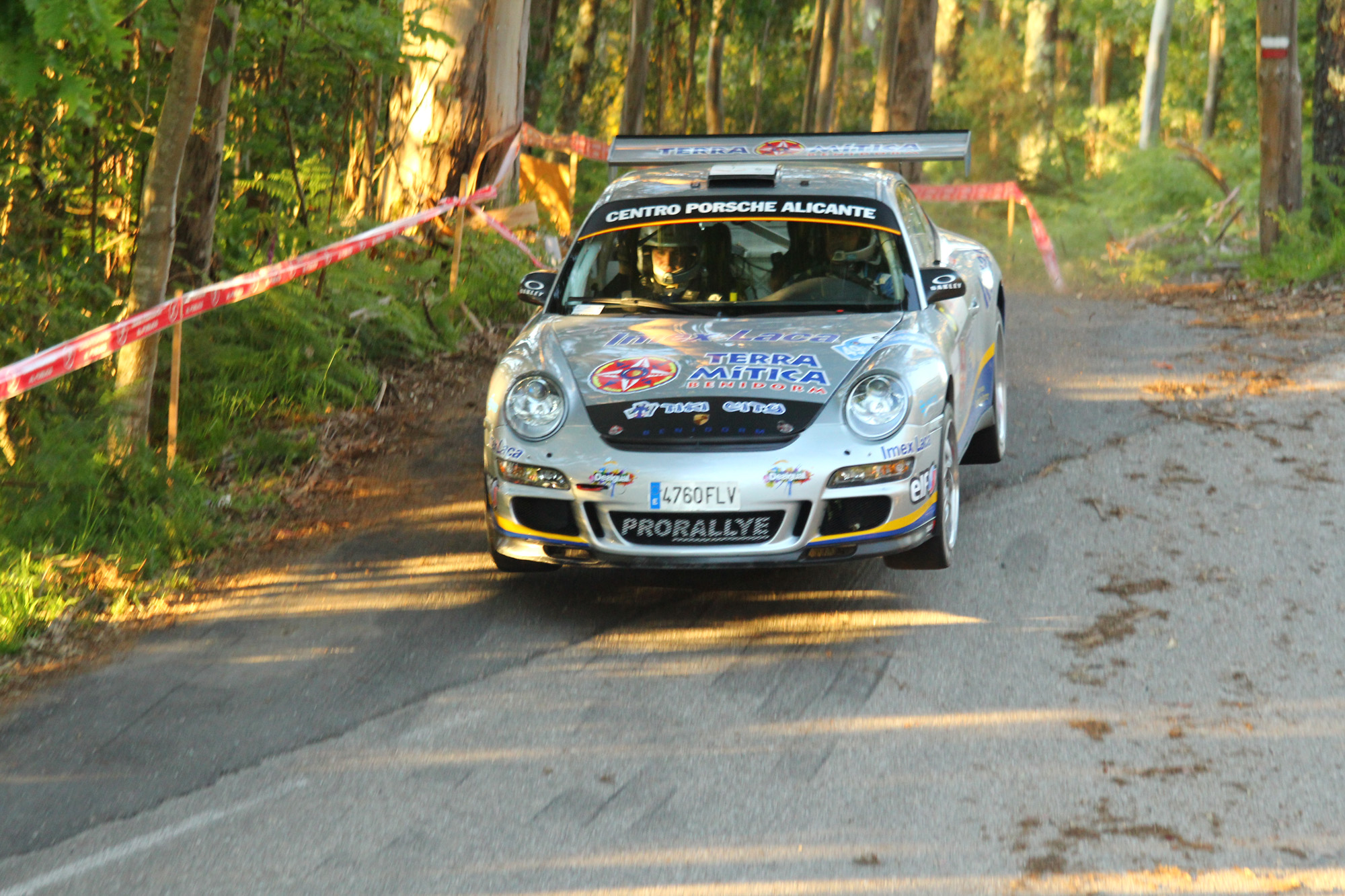
Al Ral·li Rias Baixas el 2013

L'any 1991 es proclamà campió del Campionat de Ral·lis del País Valencià amb un Renault 5 GT Turbo, títol que revalidaria el 1994 i el 1995, aquest cop amb un Renault Clio Williams.
L'any 1996 es proclamà Campió d'Espanya de Ral·lis del Grup N i Campió del Desafío Peugeot, fet que li valgué pel 1997 ser pilot oficial Peugeot i quedar 3r al Campionat d'Espanya de Ral·lis d'Asfalt.
La temporada 1999 disputà el Trofeu Citroën Saxo imposant-se en totes les proves del certamen, fet que li obrí les portes pel 2000 com a pilot semioficial Citroën. L'any 2003 es proclamaria guanyador del Campionat d'Espanya de Ral·lis d'Asfalt amb l'equip Auto-Laca Competición i un Citroën Saxo Kit Car Evo III.
A partir del 2005 es convertí en pilot privat Renault, aconseguint una 3a plaça al Campionat d'Espanya de Ral·lis d'Asfalt i alçant-se amb el subcampionat a l'any següent, per darrere de Dani Solà.
L'any 2007 es converteix en pilot oficial Fiat, proclamant-se novament guanyador del Campionat d'Espanya de Ral·lis d'Asfalt, tot reeditant el títol el 2008 a bord d'un Fiat Grande Punto.
El 2009 disputa novament el Campionat d'Espanya de Ral·lis d'Asfalt, però en aquesta ocasió pilotant un Porsche 911 GT3.